# ウェズナー・ビュージック
ウェズナー・ビュージック（Wesna Busic, 1983年6月26日 - ）は、クロアチア系ドイツ人の元プロレスラーである。ザグレブ生まれドイツ育ち。

## 来歴
ドイツのGSW及びACWを主戦場として活動。
2001年12月、ACW初参戦でACW世界タッグチーム王座獲得（パートナーはクレイジー・セクシー・マイク）。
2003年7月、GSWサマーブリーズトーナメント優勝。
10月11日、EWA女子王座奪取。
2006年9月、初来日を果たし、ドリームキャッチャー最終興行でHikaru相手にEWA王座防衛とともにNSG王座獲得。ドリームキャッチャーが団体化したプロレスリングSUN旗揚げ戦で浜田文子とシングル。その後もZERO1-MAX及びSUNにてアメージング・コングやパンサー・クローらとともに外国人軍団「REM」の一員として参戦。
2007年1月14日、Hikaruに敗れEWA王座陥落。
5月27日、空位となったAWA世界女子王座を高橋奈苗、A・コングとの3WAYで争うが敗れる。
3月、エイプリル・ハンターを降し、初代GSWレディース王座獲得。
4月、イギリス・グロスタシャーで開かれた「チックファイトVIII」で優勝。
2008年、米国の女子団体SHIMMERに初参戦。メルセデス・マルチネスやA・コングと対戦した。
2010年4月11日、怪我のため引退。

## 得意技
- CB-4ドライバー
- ビッグフット
- フィッシャーマンドライバー

## 獲得タイトル
- GSWレディース王座
- ACW世界タッグチーム王座 – w/ クレイジー・セクシー・マイク
- EWA女子欧州/世界王座
- NSG王座
- NWAドイツ女子王座
- RQW女子王座
- WSA欧州女子王座